# Innebystjärnen
Innebystjärnen är en sjö i Bollnäs kommun i Hälsingland och ingår i Norralaåns huvudavrinningsområde. Sjön är 6,3 meter djup, har en yta på 0,0628 kvadratkilometer och är belägen 120,6 meter över havet.

## Delavrinningsområde
Innebystjärnen ingår i det delavrinningsområde (680809-154371) som SMHI kallar för Mynnar i Hölesjön. Medelhöjden är 124 meter över havet och ytan är 0,41 kvadratkilometer. Det finns inga avrinningsområden uppströms utan avrinningsområdet är högsta punkten. Vattendraget som avvattnar avrinningsområdet har biflödesordning 3, vilket innebär att vattnet flödar genom totalt 3 vattendrag innan det når havet efter 32 kilometer. Avrinningsområdet består mestadels av skog (19 procent), öppen mark (27 procent) och jordbruk (41 procent). Avrinningsområdet har 0,05 kvadratkilometer vattenytor vilket ger det en sjöprocent på 13,1 procent.